# Porcia hiriéndose en el muslo
Porcia hiriéndose en el muslo es una pintura barroca de la autora italiana Elisabetta Sirani. La pintura está realizada al óleo sobre madera y mide 101 cm de ancho x 131 cm de largo. Fue creada en 1664 y estuvo comisionada por Simone de Tassi de Boloña, después fue adquirida por Ludovico Tachi en 1675, fue parte de la colección Bonfliglioli en Boloña hasta que en 1984 fue vendida de forma anónima en Londres y trasladada a la Gallería Samuels de Nueva York en la exposición The Property of a Lady. En 2008 llegó a ser parte de la colección Sotheby's.
La pintura muestra a Porcia, siempre al tanto de los planes de su esposo, pero que este la veía como adorno; no se le hacía partícipe de estos o de ninguna otra acción: ella entonces decide acuchillar su muslo y resistir así un día completo para demostrar que tenía el mismo temple que el de un varón.

## Biografía  de Porcia Cantonis
Porcia fue una mujer romana que nació el 70 a. C. y murió el 40-a. C. Fue hija de Marco Porcio Catón Uticensis y de su esposa Atilia (a quien abandonaría luego de ser presuntamente acusada de prostitución). La joven creció en los saberes de filosofía y con un carácter lleno de determinación y coraje. Su padre buscó parejas para su hija a confiándose en su belleza cautivadora e inteligencia que la joven mujer poseía.
Llegó a su primer matrimonio romano  arreglado por las influencias que su padre, como senador romano reconocido , llegó a  establecer con uno de sus aliados cercanos de nombre Marcus Carpulius Bibulus con quien se especula tendría un solo hijo de nombre Lucius ;a una edad aun temprana siendo ella una adolescente. Se especula este último dato debido a la corta brecha de edad que separaba a Porcia de su hijo.
Mientras estuvo en ese matrimonio estuvo en la mira de Quintus Hortensius quien aprovechado de ser un prestigioso orador insiste en cortejar a Porcia incluso en contra de la aprobación del padre de la joven. Hortesius propone un trato al padre y a la joven; en cual consistía solamente en estar con ella hasta que esta le diese un hijo, luego de esto volvería con su esposo. Esta práctica era muy común entre los romanos; el tener que una concepción de que sirvieran las mujeres solo como engendradoras de herederos de otros hombres. Catón y Bibulus, aún en negación a concretar tal pacto,  accedieron después de un tiempo  para mantener  de su lado a Hortensio llega a ofrecer la alianza con su segunda esposa con quien se volvería a unir después de la muerte de Hortencio recuperaría el lazo matrimonial con su esposa.
Tiempo después se empezarían las guerras  Galas contra Julio César, estas darían pautas a cambios en el Senado romano donde César perdió y tratando de evitar la responsabilidad, con estas acciones Cantón no queda conforme y se desata la Guerra Civil Romana. Bíbulo y Cantón se une a Pompeyo para hacerle frente a César. Debido a esta guerra Bílbulo muere y Porcia queda viuda.
Segundo matrimonio: Es el más famoso ya que se llegó a casar con Marco Junio Bruto, pariente al ser primo hermano, quien luchó junto a Pompeyo y más tarde sería quien estuviera tras el asesinato de Julio César. Después de la muerte de Bibulus Porcia aquedó viuda y Bruto se divorció de su esposa Claudia Pulchra sin dar una explicación al respecto como era la costumbre; esto conllevo  que fueran mal visto la separación debido a que para el ojo público no había razones aparentes de ser llevado a cabo ya que Claudia ante los ojos de la sociedad era una mucha de buena fe. El Matrimonio de Porcia con Bruto tuvo una división de opiniones, entre ellas las de la misma madre de Junio quien no aprobaba la unión, pero debido a la influencia de Catón varios personajes como Cicerón y Pompeyo apoyaron la decisión de la unión matrimonial.

## Análisis de la obra
Se considera a esta pintura como una imagen  del estoicismo cristiano, que se relaciona también con la imagen de las mujeres fuertes que evocan a suicidios teatrales en le pintura. Pero, ¿hasta que punto la autora. Elisabetta Sirani era consciente de las implicaciones que esta pintura tendría? La pintura ha estado en exposiciones en Los Ángeles en una exposición de mujeres artistas que recabaron pinturas para hacerlas en catálogos, posteriormente en el año 2004 se estableció una obra monográfica de la artista que llegó a movilizar ciertos estudios de su obra centrándose en su técnica. El catálogo proporcionó un inventario exhaustivo de la vida y obra de la autora. 
Si bien el catálogo contenía la  obra de Porcia en el, nunca esta mantuvo por mucho la atención, contaría en parte la única página que se dedicó a esta obra. Sería con  Adelina Modesti quien haría un homenaje pagado de la obra.
Porcia no fue bien expuesta en Bolonio sino hasta 30 años después que una empresa llamada Carisbo la trajo de regreso. Cuando se abrió su regreso a este país la vista de la crítica ante la pintura que con un enfoque feminista, posturas de género e histórico del arte. Estas posturas actualizaron el enfoque estadounidense que ayudó a ver con una perspectiva nueva a esta pintura olvidada del siglo XVII.
Se suscitaron especulaciones alrededor de la muerte de la autora (a su edad de 28 años) por ser una muerte natural o violenta. Esto conllevo a que también se inmiscuyeran en particular en esta obra postura que voltearan críticamente para hacer hasta analogías con la biografía de  Siraní y la parte como mujer en cuanto a la luchas laborales, insatisfacciones y quejas a la largo de su vida. Concretamente la herida de Porcia es una recriminación hacia su marido Bruto; se inclina a ser considerado el autorretrato que manifiesta su vida privada, sexual o sentimental.
El hecho de que esta pintura se completara después de su muerte y durante el apogeo de su corta carrera. Llega intrigar como una mujer como Siraní, quien rechazara el matrimonio; la escena que pintó realza a una mujer con un gesto vergonzoso en un acto que resulta perturbador. La pintura encuentra referencias directas a la vida del personaje: haciendo alusión a que Siraní se negaba a ser encasillada en un grupo de mujeres encerradas en el matrimonio de la época, Porcia niega ser encasillada en los atributos de una mujer que acepta su lugar en actividades comunes y reclama el papel heroico.  
Por parte del ámbito amoroso la artista solo tuvo una pareja de nombre Giovan Andrea Siraní; quien al ser su única pareja masculina se le relacionaría con el papel de Brutus 
Autores como Valerio Máximo en su libro Factorum Et Dictorum Memorabilium Libri Nouem; tuvo  como una consecuencia el llenar de prestigio y difusión de a obra, sus pasajes que plasmó el autor fueron fundamentales para la obra  y plasmar con más solidez la parte de leyenda de la historia.
La joven pintora recibió el apoyo de  Carlo Cesare Malvasía, quien sería su biógrafo oficial, además de importantes conexiones con escultores de Bolonia que la conectan con el mecenazgo florentino de los Medici, en especial con Leopoldo, perteneciente a esta familia. Su fama y talento crecen de manera exponencial, llegando hasta atraer la atención de duquesas de Parma, Baviera que admiran ala artista prodigio. 
El hecho de que su fama o reconocimiento existieran en alguna medida fue gracias a que su ciudad natal era la única que contaba con la universidad que aceptaba dentro de ella a mujeres desde el siglo XIII.
Siraní hereda las forma y gusto del color de Rafael Sanzio, así como las formas suaves, los colores agradables y vivos reflejando contantemente toque de azul y rojo, combinado con claroscuros en colores terrosos. Podemos poner como ejemplo como usa fuertes contraste de luz en pinturas como: Santo Fraile Arrodillado o San Juan Bautista Niño en el Desierto. Otras de sus pinturas más famosas fueron Las Vírgenes con el niño y Sagradas Familias.

## Iconología
Con el contexto y características antes mencionados podemos ver que se trata de una escena que se suscita en los libros de Plutarco que hacen referencia a la dama que está tras los planes de Junio Bruto por matar a Julio César. Esta escena se centra en la mujer de Brutus quien es Porcia, su esposa, es quien roba el protagonismo en el cuadro en la en que retratan como ella acababa de hacerse tal la herida en su muslo derecho y queda con un rostro de contención absoluta.   Plutarco establece una descripción breve  sobre la escena suscitada  mientras su esposo era el que pensaba en la traición a Julio César :
Tú, mi esposo, aunque confiaste en que mi espíritu no te traicionaría, sin embargo desconfiabas de mi cuerpo, y tu sentimiento no era más que humano. Pero descubrí que mi cuerpo también puede guardar silencio... Por tanto, no temáis, sino decidme todo lo que me ocultáis, porque ni el fuego, ni los azotes, ni las aguijones me obligarán a divulgar una palabra; yo no nací en esa medida una mujer. Por lo tanto, si todavía desconfías de mí, es mejor para mí morir que vivir; de lo contrario, que nadie me piense más tiempo la hija de Catón o su esposa. Al ver la herida y temple e su esposa posa se conmovió haciendo .Al ver la herida y temple e su esposa posa se conmovió haciendo  que este no dudara de ella y de su temple  por lo que había hecho. (Bruto, Plutarco, Vidas Paralelas)
La pintura deja al espectador inmediatamente atónito ante el gesto que ejerce Porcia en primer plano y el cuarteto que está a sus espaldas en actividad de coser. Estas dos escenas suscitadas ala par darían un contrapunto entre sí mismas ya que muestran una de ellas la parte doméstica y laboral. Por otra parte, tendríamos la parte heroica de la escena en primer plano. Esta escena muestra la relación implícita del personaje histórico y en cierta manera deslumbra un horror conyugal de por medio, para la época barroca fue un motivo raramente censurado por algunos italianos. Los franceses en cambio tomaron la crudeza de un simbolismo de suicidio o automutilación que mostraba la obra convirtiendo a Porcia en la figura” del estoicismo cristiano).
Aunque se sabe que Siraní tenía afecto por las pinturas religiosas, un elemento que denota la obra, a pesar de alejarse del canon de lo que ella acostumbrara a hacer, es poner la figura dentro  de actos de  penitencia o en  la flagelación de la carne, mismo tema que era el gusto de algunos de sus contemporáneos. Estos símbolos de la penitencia los rescata  la autora del carácter y creencia estoica que pugnaba la familia de Cato como el cónyuge de su hija, fiel a tales principios que establecían que la automutilación o el suicidio eran una manera de reflejar la espiritualidad.
Ronald Barthes declaró que esta pintura es un hecho histórico que se cristaliza en una historia que fue contada por Plutarco, para que esta pintura fuera entendida se debía de conocer la historia. La teoría  del arte  estableció como sus principales estudiosos a personajes como Plutarco, cuya versión no fue tan conocida tenía un lenguaje más filosófico hacia esta. El segundo  fue Valerio Máximo, quien se centró en retratar el suicidio de esta como una fe conyugal; es decir que no soportó la idea de vivir sin su marido llevándola a sentir que no podía vivir sin él. Este último referente fue el que prevaleció para el personaje en Italia en el Siglo XVI.
 

Otra de las anécdota en base a esta pintura revela que Brutus no es que despreciara el carácter y condición de su mujer, pero temía que si le contaba algunos de sus planes esta lo contara todo si era torturada. 
Tú, mi esposo, aunque confiaste en que mi espíritu no te traicionaría, sin embargo, desconfiabas de mi cuerpo, y tu sentimiento no era más que humano. Pero descubrí que mi cuerpo también puede guardar silencio... Por tanto, no temáis, sino decidme todo lo que me ocultáis, porque ni el fuego, ni los azotes, ni las aguijones me obligarán a divulgar una palabra; yo no nací en esa medida una mujer. Por lo tanto, si todavía desconfías de mí, es mejor para mí morir que vivir; de lo contrario, que nadie me piense más tiempo la hija de Catón o su esposa (Platón, Vidas paralelas) 
Después de ese día Brutus llevó a cabo su plan y una vez consumado este se tiene que fugar, causando así una distancia entre la pareja y una ansiedad que se agravó en ella llevándola a un cuadro de depresión, ambos aceptaron que la separación era algo por el bien de ambos debido a que la posición de su esposo estaba seriamente en peligro. Brutus llegó a reconocer en algún momento la audacia de su esposa diciendo Aunque la fragilidad de su cuerpo le impide hacer lo que la fuerza de los hombres  10tiene sin cambio una mente activa y poderosa que ve por el bien de nosotros, .Malasia , como su trabajo de biógrafo, afirma de este escena  es parte de Porcia hiriéndose el muslo con el fin de saber la conjura de su marido; el cuadro se escapa a la vita lo que doncellas hacen en el fondo. Este mismo biógrafo advierte de mayor superioridad las obras de Siraní a las de su propio padre. En 1671 Julio Porchi Marciano compró la Porcia en la herencia de Simone de Tassi (un rico mercader y exponente de la burguesía acomodada quien fue uno de los clientes recurrentes en el momento de conseguir las obras siranianas).

## Iconografía
Una mujer de viva silueta y blanca tez sentada en una silla dentro de una habitación con una puerta abierta que conecta a otra escena que se suscita al mismo tiempo que la acción del primer plano. La joven lleva puesto un vestido rojo carmesí con sombras en tinto, estilo barroco con bulto de tela blanca, el cual cuelga y deja ver uno de sus hombros. El vestido se encuentra arremangado de una pierna dejando ver el calzado azulado abierto y la herida sangrante del muslo. La postura del personaje involucra dos sillas de apoyo: una donde recarga su pierna herida y la otra donde se encuentra sentada. Porta una daga pequeña en su brazo derecho el cual se encuentra en una posición extendida ascendente llegando a posicionarse paralelamente al muslo herido. Al fondo se pueden apreciar, en un segundo falso fondo, a dos mujeres cruzando al pórtico; dichas mujeres llevan ropas de servidumbre haciendo la labor doméstica.
El fondo del primer plano se aprecia un oscuro llamativo formado por los colores negro y grises en la parte derecha superior del cuadro, solo dejando entrever algunas cortinas de colores verdes. Se puede apreciar la luz que embarga a la escena pasando con intensidad por la mano, brazo y muslo herido de la mujer del primer plano.
El papel relevante de Porcia lo menciona Plutarco en su capítulo XV de Vidas Paralelas cuenta como Porcia al ver la desesperación de su marido y que no cuenta a ella el secreto que lo perturbaba. Con su acto de autoflagelarse logró desmentir la opinión de la debilidad de la mujer y probó a Brutus su mérito, diciendo que era más que una concubina, que no solo era compañera de satisfacciones sino también de pesares. Es así como toma una navaja de barbero y se perfora el muslo diciendo” ahora ya estoy cierta que aún ante el dolor soy invencible”.
Porcia como Hija de Catón muestra la parte estoica frente al dolor al permanecer dura y firme ante el dolor. Por otra parte tenemos la posición de su marido que fue el catalizador que la llevaría a cometer actos donde se enfrentara al dolor siempre probando su temple frente a la situación, Brutus siempre se mostró indiferente ante los asuntos privados que le competían, incluyendo su esposa; en el capítulo XIV de Plutarco se vuelve a hacer menciones sobre que en una ocasión Porcia cayó en desmayo que varios toman por muerte, su esposo que estaba en plenaria llega a sus oídos la noticia pero hace caso omiso a este hecho.
Porcia aparece con características de un carácter varonil: siempre dispuesta a sacrificarse ante la patria, por su marido y su tolerancia ante el dolor, es ya consciente de sí misma hasta el punto de tomar ciertos derechos y defenderlos decide qué quiere y actúa en consecuencia.
En cuanto a su muerte se establece en la literatura como dos posibles finales: uno de ellos sería su suicidio tras enterarse de la muerte de su esposo en Farsalia en el 42 a. C, sus amigos quitaron de su alcance objetos con los cuales pudiera hacerse daño pero esta finalmente encontró dos  encendidas y terminó tragándolas, la otra versión cuenta que después de la muerte de su esposo ella se desentiende de todo cuidado brindado por sus familiares y amigos pereciendo y solo dejando una carta.